# Fabbrica Alta
La Fabbrica Alta del lanificio Rossi è un edificio industriale fatto costruire da Alessandro Rossi nel 1862 a Schio.
Essa rappresenta uno dei principali simboli della prima industrializzazione italiana.

## L'edificio

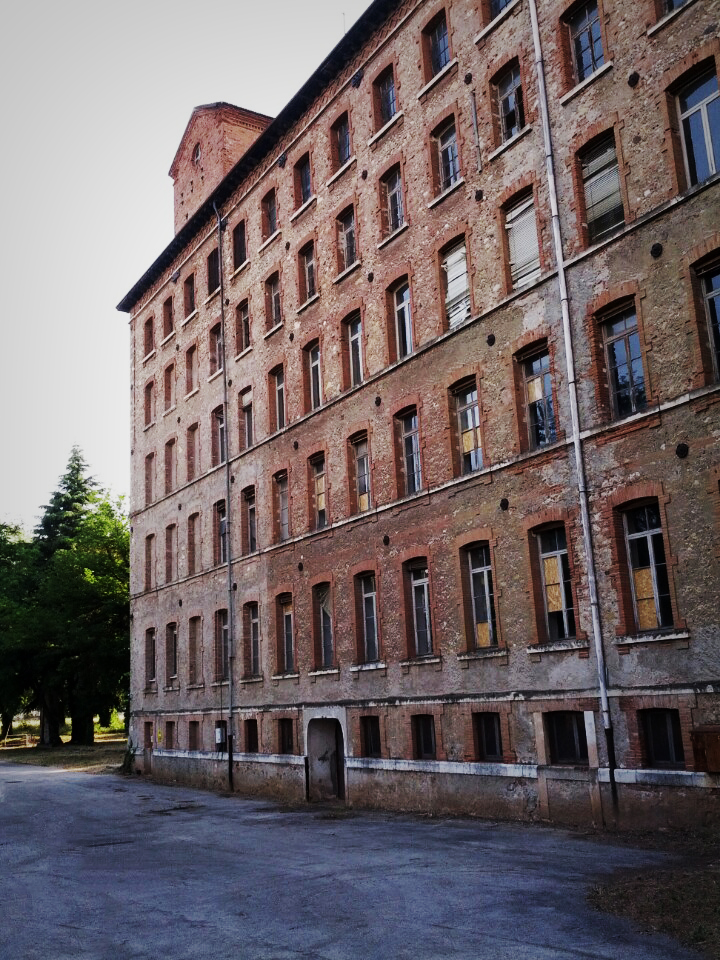
La fitta sequenza di finestre caratterizza il corpo dell'edificio

La fabbrica, progettata dall'architetto belga Auguste Vivroux e secondo Rossi "eseguita sullo stile di quelle Belgie ed Inglesi", è stata edificata in soli nove mesi mediante il lavoro di maestranze locali e ha dimensioni davvero ragguardevoli: è lunga 80 metri e larga 13,90 e conta cinque piani di altezza, più il sottotetto. Al suo interno, immensi saloni sono suddivisi in tre campate da 125 colonne in ghisa; ha 330 finestre e 52 abbaini. Essa si sviluppa all'interno dell'area Lanerossi, in senso ortogonale rispetto alla primitiva sede del lanificio, che rivolge la sua facciata principale verso Via Pasubio.
Dall'esterno l'opificio è caratterizzato dalla sua colorazione rossastra, data dall'impiego prevalente di laterizio, e dal tetto spiovente. Le numerose finestre sono lievemente arcuate e hanno in pietra i davanzali, i marcapiani e i dentelli che reggono il cornicione. Sulle pareti le testate di putrelle in ferro, a forma di rosoni sfogliati, assumono anche un motivo ornamentale. In alto, un fregio in cotto a motivi romboidali dà movimento all'edificio. Da un lato della costruzione si eleva l'elegante ciminiera a sezione quadrata, con iscrizione "1862" sulla sommità. L'esecuzione dell'opera progettata da Vivroux è attribuita, sulla base del linguaggio artistico adottato, ad Antonio Caregaro Negrin, amico del collega belga e architetto di fiducia di Alessandro Rossi.
L'interno era organizzato originariamente in modo da effettuare in ogni piano una diversa fase della lavorazione della lana: cardatura al primo piano, filatura al secondo, spolatura e ritorcitura al terzo, tessitura con 57 telai a mano al quarto, lavorazione Jacquard con 56 telai al quinto, il reparto rammendo nel sottotetto. L'edificio presentava moderne soluzioni per aumentare il benessere dei lavoratori: acqua potabile, riscaldamento con il riciclo del vapore, illuminazione a gas, locali finestrati, servizi igienici in ogni sala.
Oggi l'interno, svuotato ed inutilizzato, si presenta nelle forme date alla fine degli anni sessanta, quando gli stabilimenti produttivi furono trasferiti nelle nuove strutture alla periferia di Schio e la Fabbrica Alta venne riutilizzata a scopi amministrativi: le pavimentazioni originali furono rivestite da nuovi pavimenti, le colonne in ghisa furono inglobate dentro pareti divisorie e rese invisibili. Solo il sottotetto presenta ancora l'originale struttura ottocentesca con travi a vista.

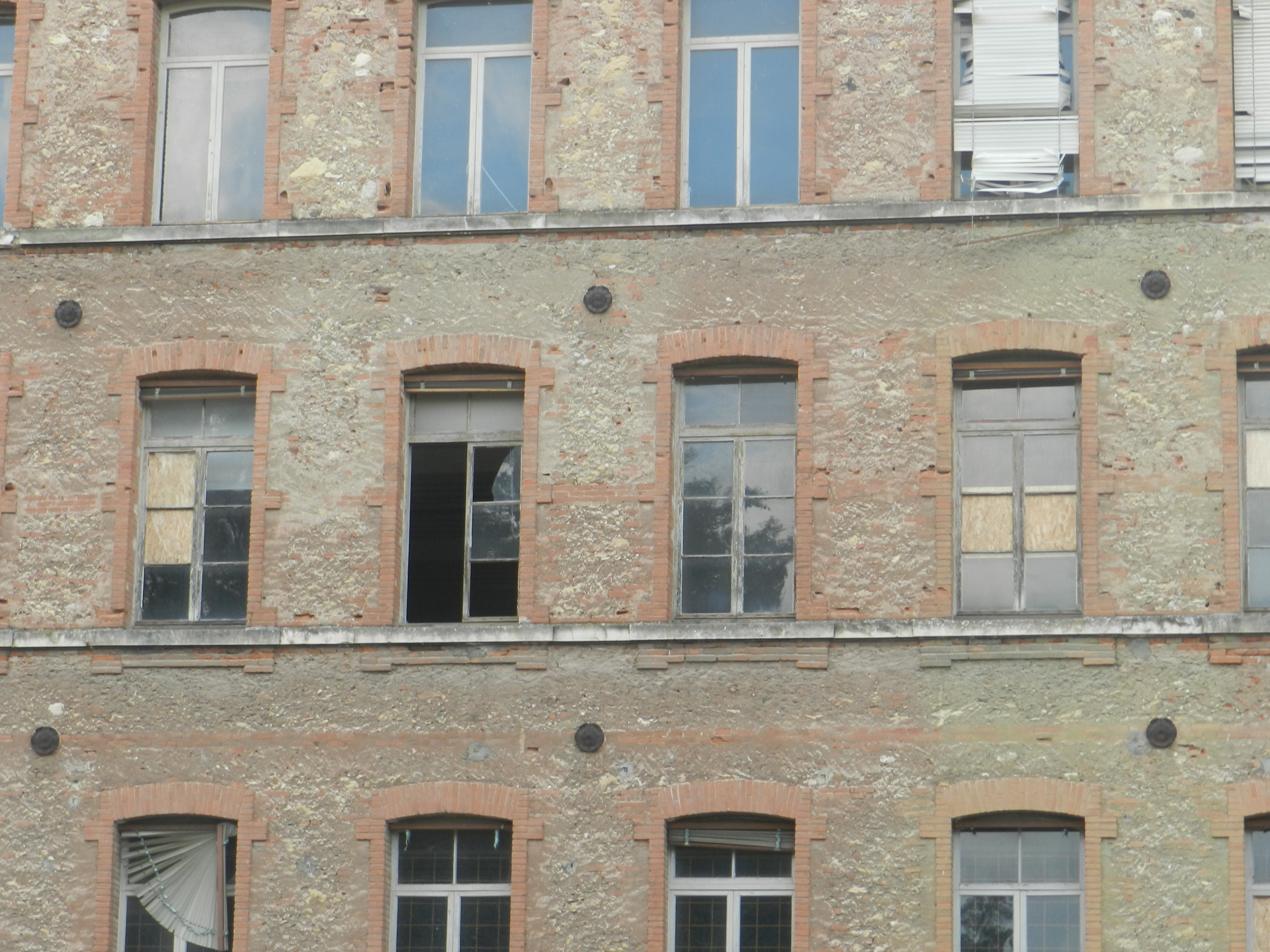
Particolare della facciata che evidenzia le fasce marcapiano in pietra, le cornici delle finestre in cotto e le testate delle putrelle metalliche a forma di rosoni sfogliati

## Il progetto originario
Il progetto iniziale prevedeva complessivamente la realizzazione di quattro edifici disposti ortogonalmente tra loro, in modo da formare un grande cortile quadrangolare al centro.
- Il primo di questi edifici, è il lanificio "Francesco Rossi", che si affaccia su via Pasubio. Ricostruito per volontà di Alessandro Rossi nel 1849[7] sulle fondamenta dell'originario opificio del padre Francesco del 1817[8] e posizionato all'incirca di fronte all'antico lanificio Nicolò Tron (di questo, demolito nel 1878, non rimane testimonianza), si sviluppa in quattro piani ed è delimitato ai lati da due corpi di uguale altezza in laterizio. La facciata si presenta oggi con evidenti richiami al neoclassicismo vicentino; il prospetto ha una sequenza di numerose finestre rettangolari graduate in altezza, le quali favoriscono lo slancio verticale e suddividono i quattro piani, un tempo adibiti a diverse fasi della lavorazione tessile e, sul finire del Novecento, destinati a uffici amministrativi e direzionali. L'imponente portale d'ingresso con colonne tuscaniche reca inciso sull'architrave il nome del fondatore e la data di nascita dell'impresa[7]; sulla facciata sono dieci bassorilievi, posti sui parapetti delle finestre e raffiguranti i simboli dell'importante attività imprenditoriale della famiglia Rossi: pecore merinos, navi a vapore, merci, ancore, balle di lana[7][8]. Dominano ancora nel mezzo del palazzo gli elmi alati e il caduceo, attributi di Mercurio, dio del commercio e della prosperità[8]. Al centro si apre il breve portico d'ingresso (rimaneggiato nel 1980), che dà accesso al retrostante cortile. La facciata posteriore della fabbrica appare invece modesta e lineare, quasi completamente priva di ornamenti[9].

- La Fabbrica Alta.

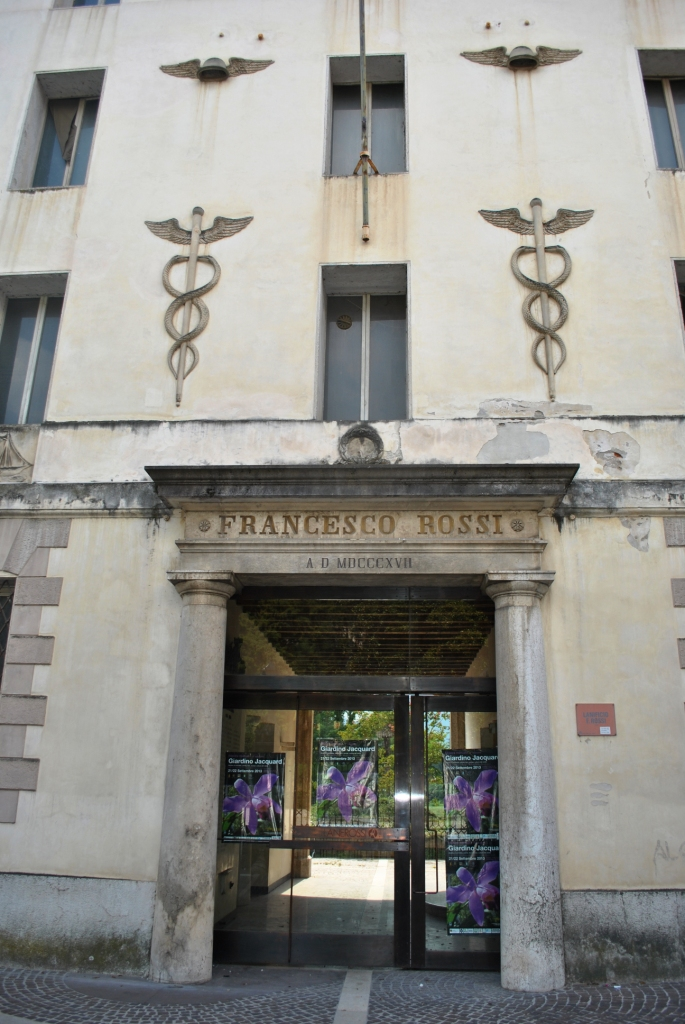
La "Francesco Rossi", particolari della facciata

- Un ulteriore edificio di tre piani con orologio e lesene in mattoni era addossato alla Fabbrica Alta e parallelo alla "Francesco Rossi", fu successivamente demolito.
- Un secondo edificio identico alla Fabbrica Alta, da porre nell'ultimo lato del grande spiazzo, rimase solo sulla carta. Al suo posto fu costruita negli anni 1865/69 una più moderna filatura-tessitura a shed a due piani, con nove campate[2], ma in seguito abbattuta.

## Storia recente
Tra il 1966 e il 1967 l'edificio venne svuotato dai macchinari e utilizzato per impieghi amministrativi; nel 1987 fu acquisito dal gruppo Marzotto con tutta l'Area Lanerossi e i vari stabilimenti produttivi. Da quel tempo l'edificio è inutilizzato, salvo che per avvenimenti sporadici e occasionali, di solito a carattere espositivo.
A maggio 2013 la Fabbrica Alta è stata acquisita dall'amministrazione comunale assieme alla centrale termica, alla centrale idroelettrica Umberto I, all'edificio ex assortissaggio, contenente l'archivio Lanerossi, e al vicino Giardino Jacquard. 
La grande piazza attigua all'edificio, invece, era già appartenente al Comune di Schio.
Grazie alla cessione di questi edifici, verrà attuato un piano di recupero coinvolgente tutta l'area.